# Trenérka (film)
Trenérka, anglicky  Wildcats, je americká filmová komedie ze školního a sportovního prostředí z roku 1986 režiséra Michaela Ritchie s Goldie Hawnovou v hlavní roli. 

## Děj
Děj snímku humornou formou popisuje příběh Molly McGrathové, ambiciózní učitelky tělocviku na jedné nechvalněznámé chicagské střední skole. Molly se chce, za každou cenu, stát trenérkou školního poloprofesionálního mužského týmu amerického fotbalu, ale musí řešit i své osobní trable spojené s rozvodem a péčí o dceru. Obé se jí nakonec, přes všechny velké potíže, podaří úspěšně vyřešit.

## Štáb
- režie: Michael Ritchie
- scénář: Ezra Sacks
- hudba: James Newton Howard a Hawk Wolinski
- kamera: Donald E. Thorin

## Obsazení
| Goldie Hawnová     |
| Swoosie Kurtz      |
| Robyn Lively       |
| James Keach        |
| Bruce McGill       |
| Mykelti Williamson |
| Wesley Snipes      |
| Jsu Garcia         |
| Woody Harrelson    |
| Albert Michel Jr.  |
| M. Emmet Walsh     |
| George Wyner       |
| Ann Doran          |
| Gloria Stuart      |
| LL Cool J          |